# Paddy Hopkirk
Pour les articles homonymes, voir Hopkirk.
Patrick Barron Hopkirk, dit Paddy Hopkirk, né le 14 avril 1933 à Belfast (Irlande du Nord) et mort le 21 juillet 2022, est un pilote de rallye britannique.

## Biographie
Paddy Hopkirk est né à Belfast et a étudié à Clongowes Wood College, dans le comté de Kildare, de 1945 à 1949, avant d'être inscrit au Trinity College de Dublin jusqu'en 1953.

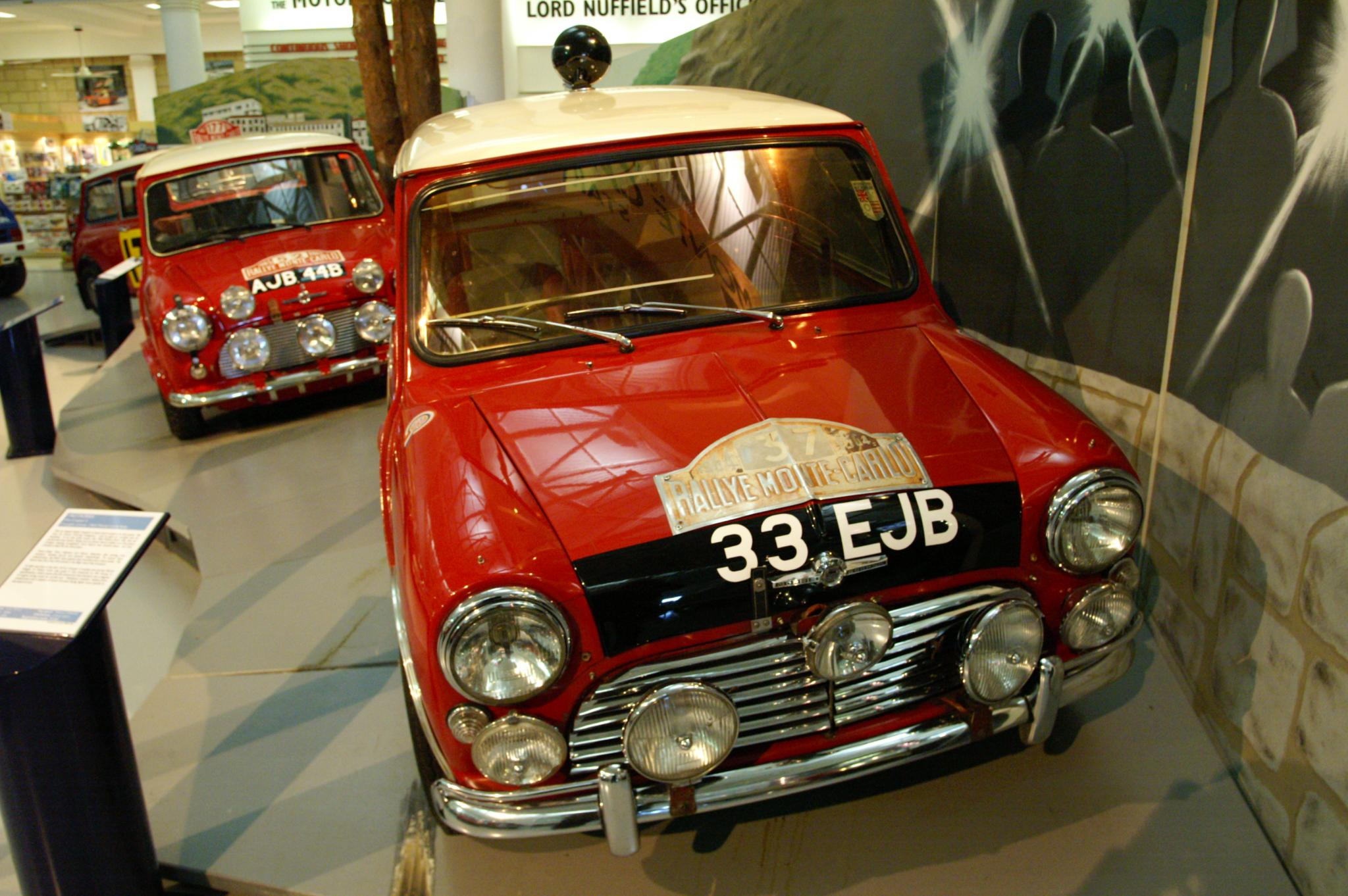
Mini Cooper S de Paddy Hopkirk's utilisée en 1964 lors du Rallye Monte-Carlo victorieux.

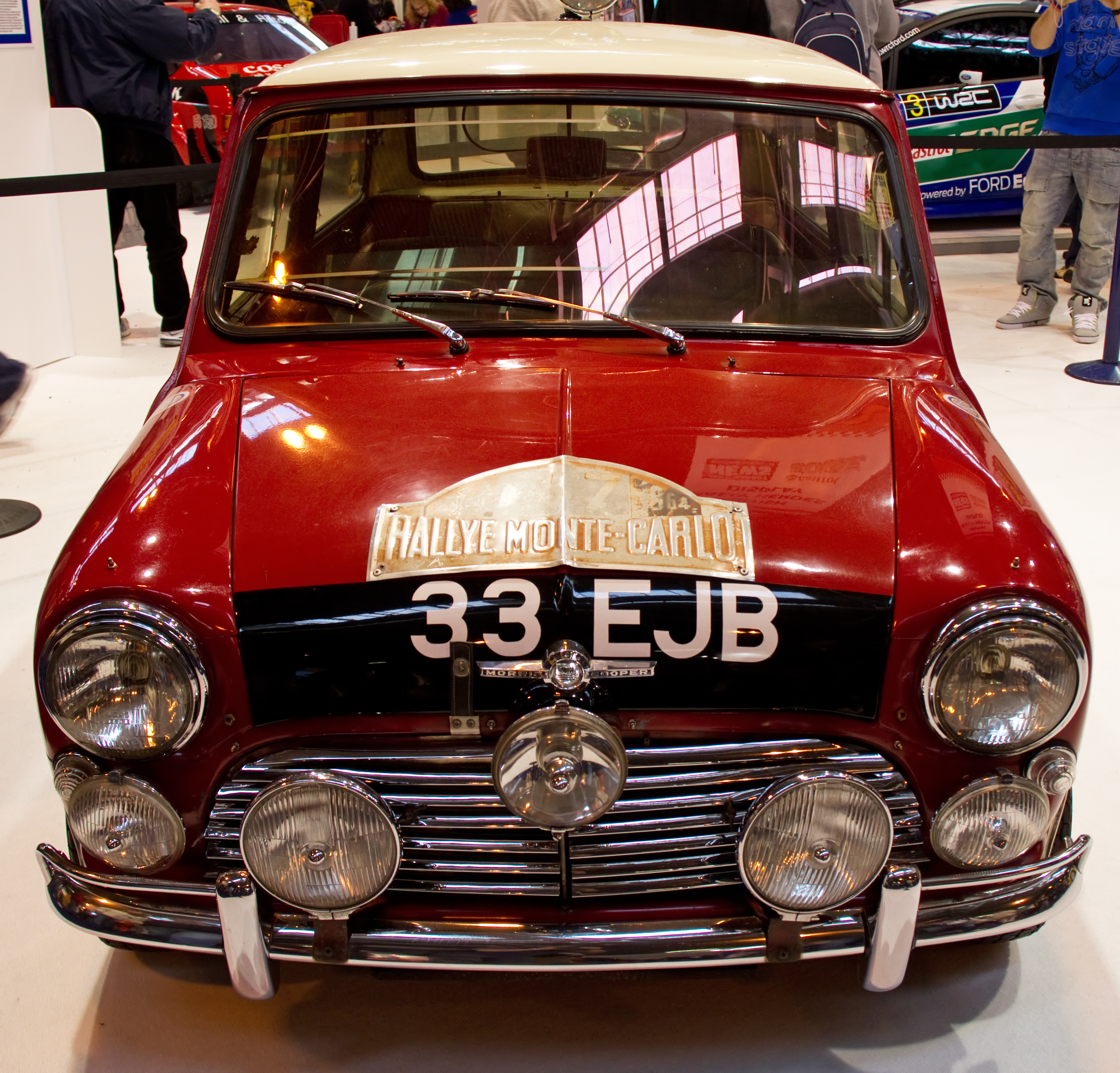
La même, de face.

Il a commencé sa carrière sportive automobile professionnelle en rallye en 1955.
En 1956 et 1958, il s'impose au Rallye Cork 20 irlandais, sur Volkswagen Beetle. Il remporte 5 fois le Circuit d'Irlande, en 1958, 1961, 1962, 1965 et 1967, sur Triumph TR3A (1) et Mini Cooper S 37 (4), et le Rallye Monte-Carlo en 1964 au volant d'une Mini Cooper S 37 (châssis 33 EJB), devenant ainsi le plus jeune pilote britannique vainqueur de cette épreuve, avec son copilote Henry Liddon (il s'était déjà classé 3e en 1962), après avoir terminé second du rallye des Tulipes l'année précédente.
En 1964 et 1966, il remporte le Rallye autrichien des Alpes sur Austin Healey 3000, puis Mini Cooper S 37. En 1966 également, le réputé Southern Cross Rally australien (ainsi qu'une 3e place à l'Acropole, rallye qu'il finit par remporter aussi l'année suivante, avec la Coupe des Alpes en catégorie Sport & Prototypes).
Hopkirk a aussi voyagé en Australie au cours de sa carrière pour conduire avec l'équipe BMC Works TeamTravaux, et sur Morris Cooper S 37 de 1965 à 1967, alors parfois associé au finlandais Timo Makinen.
Il a été élu membre à vie du British Racing Drivers' Club en 1967, et est par ailleurs Président de l'Historic Rally Car Register, et l'un des dirigeants de l'organisme caritatif WheelPower Handicap.
Il a épousé sa première femme Jennifer en 1967, « High Sheriff de Buckinghamshire » depuis 2005. Ils ont eu trois enfants.
En 1968, il finit second du rallye du Portugal. Place obtenue aussi au circuit d'Irlande l'année suivante. En 1970, il a encore terminé 4e du rallye Londres-Mexico (la Coupe du Monde des Rallyes 1970), avec Tony Nash et Neville Johnston sur Triumph 2.5PI.

## Distinction
- Membre du Rally Hall of Fame depuis 2010 (première promotion).

## Publications
- (en) Paddy Hopkirk et T. R. Entwistle, The Longest Drive of All: Paddy Hopkirk's story of the London-Sydney motor rally (1969), éd. G. Chapman, 48 p.,  (ISBN 0-225-48860-4)
- (en) Bill Price et Paddy Hopkirk, The Paddy Hopkirk Story: A Dash of the Irish (2005), éd. J. H. Haynes & Co Ltd, 176 p.,  (ISBN 1-844-25110-1)